# Polymixia lowei
Espèce
Polymixia lowei est une espèce de poissons à nageoires rayonnées.